# Emmikhoven en Waardhuizen

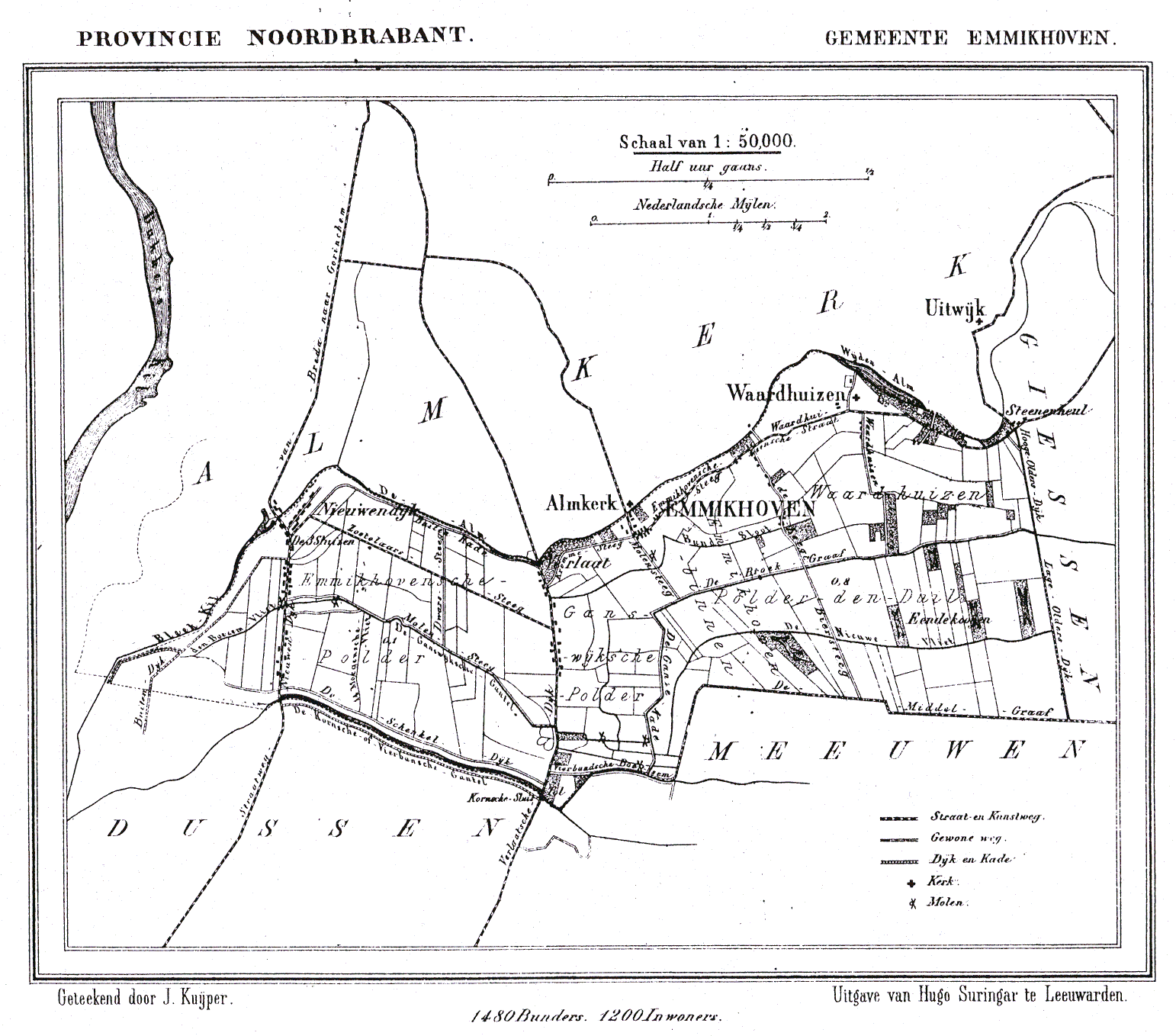
Carte d'Emmikhoven en 1869

Emmikhoven en Waardhuizen où Emmikhoven c.a. est une ancienne commune néerlandaise de la province du Brabant-Septentrional.
Emmikhoven était situé entre Almkerk, Dussen et Babyloniënbroek. La commune était composée des villages d'Emmikhoven et de Waardhuizen, ainsi qu'une partie du village de Nieuwendijk et quelques hameaux le long des digues.
En 1840, la commune comptait 167 maisons et 1 047 habitants, dont 197 à Emmikhoven, 154 à Waardhuizen, 307 à Nieuwendijk, et 389 aux hameaux de Kornschen en Verlaatschen Dijk.
Le 15 juillet 1879 la commune fut supprimée et rattachée à Almkerk.
De nos jours, il ne persiste rien du village d'Emmikhoven, qui a fondé dans l'agglomération du village d'Almkerk. Il s'agit de la partie méridionale d'Almkerk, au sud de l'Alm.